# Kap Faraday
Kap Faraday ist ein Kap, das die nördliche Spitze von Powell Island im Archipel der Südlichen Orkneyinseln bildet.
Der britische Robbenfängerkapitän George Powell und sein US-amerikanisches Pendant Nathaniel Palmer entdeckten das Kap bei ihrer gemeinsamen Erkundungsfahrt zu den Südlichen Orkneyinseln im Dezember 1821. Der Name des Kaps ist auf der von Powell 1822 veröffentlichten Landkarte enthalten. Der Namensgeber ist nicht überliefert.